# Bülent İplikçioğlu

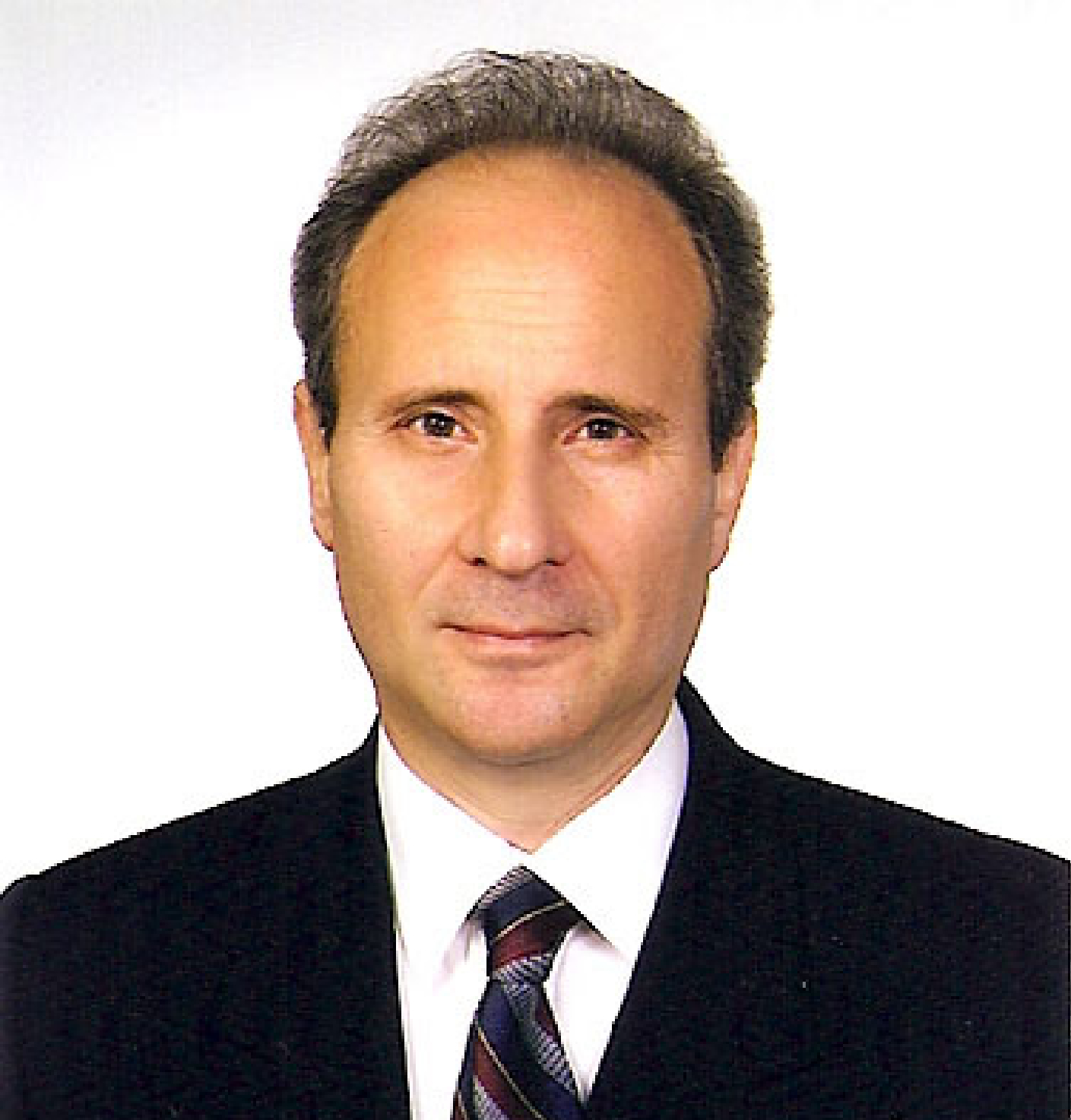
Bülent İplikçioğlu

Bülent İplikçioğlu (* 1952 in Afyon) ist ein türkischer Althistoriker und Epigraphiker.

## Leben
Bülent İplikçioğlu studierte von 1970 bis 1982 an den Universitäten Ankara und Wien Geschichte, Alte Geschichte, Klassische Philologie und Klassische Archäologie. In Wien wurde er 1982 mit einer Arbeit zum Thema „Die Repräsentanten des senatorischen Reichsdienstes in Asia bis Diokletian im Spiegel der ephesischen Inschriften“ promoviert. Bis 1984 war er Universitätsassistent am Lehrstuhl für Alte Geschichte an der Universität Ankara, von 1984 bis 1986 Hilfsdozent an der Abteilung für Alte Geschichte der Marmara-Universität in Istanbul, wo er sich 1986 habilitierte und 1992 zum Professor für Alte Geschichte berufen wurde. In der Zeit zwischen 1984 und war er 2006 Leiter der Abteilung für Alte Geschichte an der Marmara-Universität. Seit 2014 ist er Professor für Klassische Philologie an der Universität Ankara.  Er lehrt über griechisch-römische Antike, Geschichte Kleinasiens in der hellenistisch-römischen Zeit, griechische Epigraphik in Kleinasien und Methodologie der Alten Geschichte.
İplikçioğlu beschäftigt sich vor allem mit der Geschichte und Epigraphik des antiken Kleinasiens. Von 1976 bis 1991 nahm er als Epigraphiker an den Ausgrabungen des Österreichischen Archäologischen Instituts in Ephesos teil und führt seit 1989 im Rahmen der Kleinasiatischen Kommission der Österreichischen Akademie der Wissenschaften eigene epigraphische Projekte im Südwesten der Türkei (Westpamphylien und Nord- und Ostlykien) durch.
Er ist Mitglied der Deutschen und Österreichischen Archäologischen Institute. 

## Veröffentlichungen (Auswahl)
- Die Repräsentanten des senatorischen Reichsdienstes in Asia bis Diokletian im Spiegel der ephesischen Inschriften. VWGÖ, Wien 1983.
- mit Dieter Knibbe: Ephesos im Spiegel seiner Inschriften. Schindler, Wien 1984.
- Epigraphische Forschungen in Termessos und seinem Territorium I. Österreichische Akademie der Wissenschaften, Wien 1991.
- Epigraphische Forschungen in Termessos und seinem Territorium II. Österreichische Akademie der Wissenschaften, Wien 1992.
- Neue Inschriften aus Nord-Lykien I. Österreichische Akademie der Wissenschaften, Wien 1992.
- Der Ritterstand und seine Tätigkeit im kaiserlichen Reichsdienst in Asia bis auf Diokletian im Spiegel der ephesischen Inschriften. TTK, Ankara 1993.
- Epigraphische Forschungen in Termessos und seinem Territorium III. Österreichische Akademie der Wissenschaften, Wien 1994.
- Epigraphische Forschungen in Termessos und seinem Territorium IV. Österreichische Akademie der Wissenschaften, Wien 2007.
- Die Inschriften von Korydalla (= Tituli Asiae Minoris Bd. 2², 1). Verlag der österreichischen Akademie der Wissenschaften, Wien 2021, ISBN 978-3-7001-8345-7.